# Baza Sv. Kliment Ohridski
Baza Sv. Kliment Ohridski (bolgarsko База Св. Климент Охридски, včasih okrajšano baza Ohridski) je bolgarska antarktična raziskovalna postaja, ki stoji na obali otoka Livingston zahodno od konice Antarktičnega polotoka na zahodni Antarktiki. Nahaja se na t. i. Bolgarski plaži na jugozahodnem delu otoka 12–15 m nad morsko gladino in je poimenovana po srednjeveškem učenjaku in pravoslavnem svetniku Klimentu Ohridskem. Sestavlja jo več stalnih stavb in pomožnih objektov s skupno 221 m² pokritega prostora, ki so opremljeni za nastanitev 22 raziskovalcev in članov podpornega osebja. V kompleksu so poleg bivalnih prostorov s kuhinjo in straniščem urejeni laboratorij, delavnica, bolniška soba, ima pa tudi prostor za pristajanje helikopterjev v bližini in satelitsko povezavo z internetom. Generatorji in sončne celice zagotavljajo stalno preskrbo z električno energijo, oskrbuje pa se praviloma z ladjami. Baza je namenjena dolgoročnim raziskavam polarnega okolja, pri čemer pa ni stalno naseljena. Raziskovalci običajno prebivajo tam med antarktičnim poletjem od konca novembra do začetka marca.

## Zgodovina
Bolgarski in drugi pomorščaki so na tem območju lovili kite od konca 1960. let, po nekaj desetletjih pa je postala ta dejavnost zaradi prelova nerentabilna, zato je bilo območje opuščeno. Po sprejemu pogodb o Antarktiki je več držav v bližini vzpostavilo raziskovalne postaje. Nekaj bolgarskih znanstvenikov, med njimi Cončo Čapanov in Vasil Zaharijev, je že opravljalo raziskave v sklopu sovjetskih antarktičnih odprav, zato je bila ob prihajajoči stoletnici Univerze v Sofiji sprejeta odločitev o vzpostavitvi bolgarske raziskovalne postaje.
Izbrali so lokacijo na Aleksandrovem otoku južno od sedanje lokacije in leta 1988 pripeljali dve montažni baraki s sovjetsko raziskovalno ladjo Mihail Somov, a je bilo vreme ob prihodu preslabo, da bi ju lahko s helikopterjem postavili na kopno. Namesto tega so ju postavili na Livingstonov otok, ko je ladja ob povratku plula mimo Južnih Shetlandskih otokov. Poimenovali so jih zavetišče Univerze v Sofiji oz. baza Hemus.
Leta 1993 je bil zagnan projekt prenove in razširitve, v sklopu katerega je postaja dobila sedanje ime in leta 1998 je bila zgrajena nova glavna stavba. Zgrajen je bil še en stanovanjski objekt, ki je dobil ime Casa España, obstoječa koča pa je znana pod vzdevkom šepavi pes, saj je ostro podnebje poškodovalo podporne tramove in zato se ob močnem vetru ziba. Ta koča, najstarejši objekt na otoku, je bila leta 2012 razglašena za Muzej Livingstonovega otoka, podružnico Nacionalnega zgodovinskega muzeja v Sofiji. Od sezone 1994/95 deluje tu tudi poštni urad bolgarske pošte Antarktika 1090, leta 2003 pa je bila v bližini zgrajena in posvečena kapela sv. Ivana Rilskega, edini pravoslavni verski objekt na Antarktiki. Marca 2018 je bil v sodelovanju z mongolsko vlado postavljen še spomenik cirilici.